# Лесные пожары в России (2021)
С июня 2021 года таёжные леса в Сибири и на Дальнем Востоке охватили лесные пожары, последовавшие за рекордной жарой 2021 года и засухой. К 16 августа 2021 года выгорело более 17 млн гектаров. По некоторым источникам, это больше, чем все другие пожары в мире вместе взятые, как минимум со времён появления первых спутниковых наблюдений за Землёй (с конца XX века) (не считая масштабных лесных пожаров в Австралии). Впервые в истории человечества (как минимум с появления спутникового наблюдения) дым от лесных пожаров в России 2021 года достиг Северного полюса.

## События

### Якутия
5 июля в Якутии, по данным Министерства по чрезвычайным ситуациям Республики Саха, на территории площадью примерно 5720 квадратных километров горело более 250 пожаров.
29 июля в Якутии пожар охватил 3 млн га леса, задымление наблюдалось в 100 населённых пунктах. Спутник Aqua НАСА также сделал снимки крупных пожаров, бушующих на Камчатке. В городе Якутск токсичный дым, образовавшийся в результате пожаров, окутал город, снизив качество воздуха до уровней, описываемых как «воздушный апокалипсис». 
Аэропорт Якутска отменил рейсы. Пожары и дым вынудили закрыть Колымскую автомагистраль. Было объявлено чрезвычайное положение, военные самолёты и вертолёты использовались для тушения пожаров и создания облаков, чтобы вызвать дождь. Судоходное сообщение вдоль реки Лены было приостановлено.
17 июля Роспотребнадзор зафиксировал в Якутске загрязнение воздуха, превышающее норму по концентрации взвешенных частиц РМ2.5 в девять раз. Айсен Николаев, глава республики, сказал, что пожары были в основном последствиями изменения климата, к чему добавилось необычно малое количество осадков в этом году. 
Служба воздушной охраны лесов России в июле сообщила, что более половины пожаров не было потушено. Лесные пожары охватили также леса в Амурской области.
7 августа в Якутии сгорело село Бясь-Кюёль Горного улуса. Из-за сильного ветра верховые пожары угрожали ещё 12 населённым пунктам. С 8 августа 2021 года в Якутии был введён режим чрезвычайной ситуации по причине приближения лесных пожаров к населённым пунктам и экономическим объектам. На территории национального парка «Ленские столбы» периодически вспыхивали пожары.
11 августа было сообщено о первой жертве лесных пожаров.

Площадь лесных пожаров в Якутии могла превысить 6 млн га.

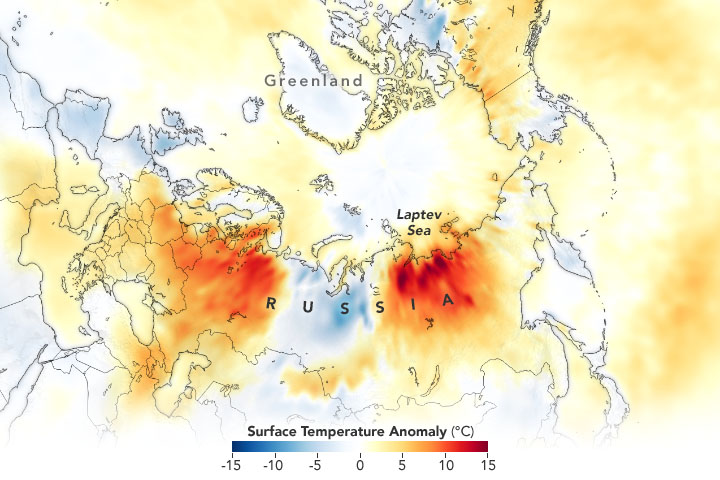
Аномалия приземной температуры (°C) 18-25 июня 2021 года по сравнению со средними температурами того же периода времени 2003-2013 гг.

### Карелия
19 июля в Карелии было частично перекрыто движение на федеральной трассе Р-21 «Кола». Полностью эвакуирован посёлок Найстенъярви. Огонь вплотную подошёл к посёлку Суоёки. Пожары были названы неожиданными, было объявлено чрезвычайное положение.

### Челябинская область
9 июля в Челябинской области из-за лесных пожаров были эвакуированы жители двух населённых пунктов — посёлков Запасное и Джабык Карталинского района.

### Другие регионы
Крупные лесные пожары были зафиксированы также в Вологодской, Оренбургской и других областях. В Липецкой области и в Мордовии горел заповедник. В республике Бурятия в воздухе было превышено содержание вредных для здоровья компонентов.
9 августа в 4 районах Башкирии продолжали гореть леса на общей площади 1,9 тыс. га. Республиканские власти заверяли, что сил и средств для борьбы с огнём достаточно, однако волонтёры, помогающие тушить возгорания, настаивали на том, что для эффективного противостояния огню требуется ещё больше людей, техники и оборудования.
20 августа в республике Марий Эл ввели режим чрезвычайной ситуации из-за лесных пожаров. В дачном посёлке Стеклянный в городе Первомайск Нижегородской области пожаром было уничтожено 11 строений. Режим чрезвычайной ситуации был введён в закрытом городе Саров.
22 августа площадь пожара в национальном парке Бузулукский бор в Самарской области достигла 100 га. В селе Немчанка огонь уничтожил 16 строений, в селе Коноваловка — 2. Из-за лесного пожара в Самарской области на Южно-Уральской железной дороге между Москвой, Оренбургом и Орском были остановлены три пассажирских поезда дальнего сообщения.
В Нижегородской области и республике Мордовия с 24 августа 2021 года был введён режим чрезвычайной ситуации из-за быстрого распространения огня. Остановлено железнодорожное и автомобильное сообщение между Саровым и Арзамасом. Площадь пожаров в Нижегородской области доходила до 300 гектаров.

## Оценка масштабов пожаров
По данным Рослесхоза с начала 2021 года по 29 июля пожары затронули 11,5 млн гектаров (115 тыс. квадратных километров). 70 % этой площади приходится на Тюменскую, Омскую, Новосибирскую области и Якутию. По данным официальной статистики, лесные пожары в России в 2019-2021 годах составили около 10 млн гектаров в год, а 2021 оказался рекордным (рост со средних значений 2010-2015 годов примерно в четыре раза).
Масштаб пожаров в Сибири 2021 года оказался больше, чем все другие пожары в мире, вместе взятые, как минимум со времён появления первых спутниковых наблюдений за Землёй (с конца XX века). Данные Минприроды свидетельствуют, что в 2021 году сгорело больше 77 тыс. км² леса, однако, согласно данным Greenpeace, данные Минприроды в два раза меньше данных ущерба Greenpeace, так как учитывают только ущерб лесам в заповедниках и вблизи населённых пунктов.
10 августа 2021 года Greenpeace опубликовал данные, что с 1 января по 10 августа пожарами уничтожено 16 млн гектаров (160 тыс. км²) леса. К 16 августа выгорело более 17 млн гектаров. Это максимум за все годы спутниковых наблюдений за Землёй.
Впервые в истории человечества (как минимум с появления спутникового наблюдения) дым от лесных пожаров достиг Северного полюса.

## Последствия

### Краткосрочные последствия
В августе 2021 года сибирские пожары стали причиной смога и ухудшения видимости в Челябинской области, Свердловской области, ХМАО, Тюменской области Забайкальском крае, Пермском крае, Иркутской области, Красноярском крае, Республике Тыва, на Ямале.

### Долгосрочные последствия
При пожарах большое количество углерода может быть выброшено в атмосферу из ранее промёрзшей почвы, особенно торфяников, которые продолжали гореть с прошлого года.

## Причины
Определение причин пожаров затрудняют трудности с мониторингом закономерностей изменения высотного струйного течения и изменения климата в России. Пожары были одним из нескольких экстремальных погодных явлений, произошедших в глобальном масштабе в 2021 году.
Другой причиной пожаров, по данным Greenpeace, является нарушение правил противопожарной безопасности на лесозаготовках, а также «контролируемые профилактические выжигания», которые иногда превращаются в неконтролируемые.